# Ulryk V Wirtemberski

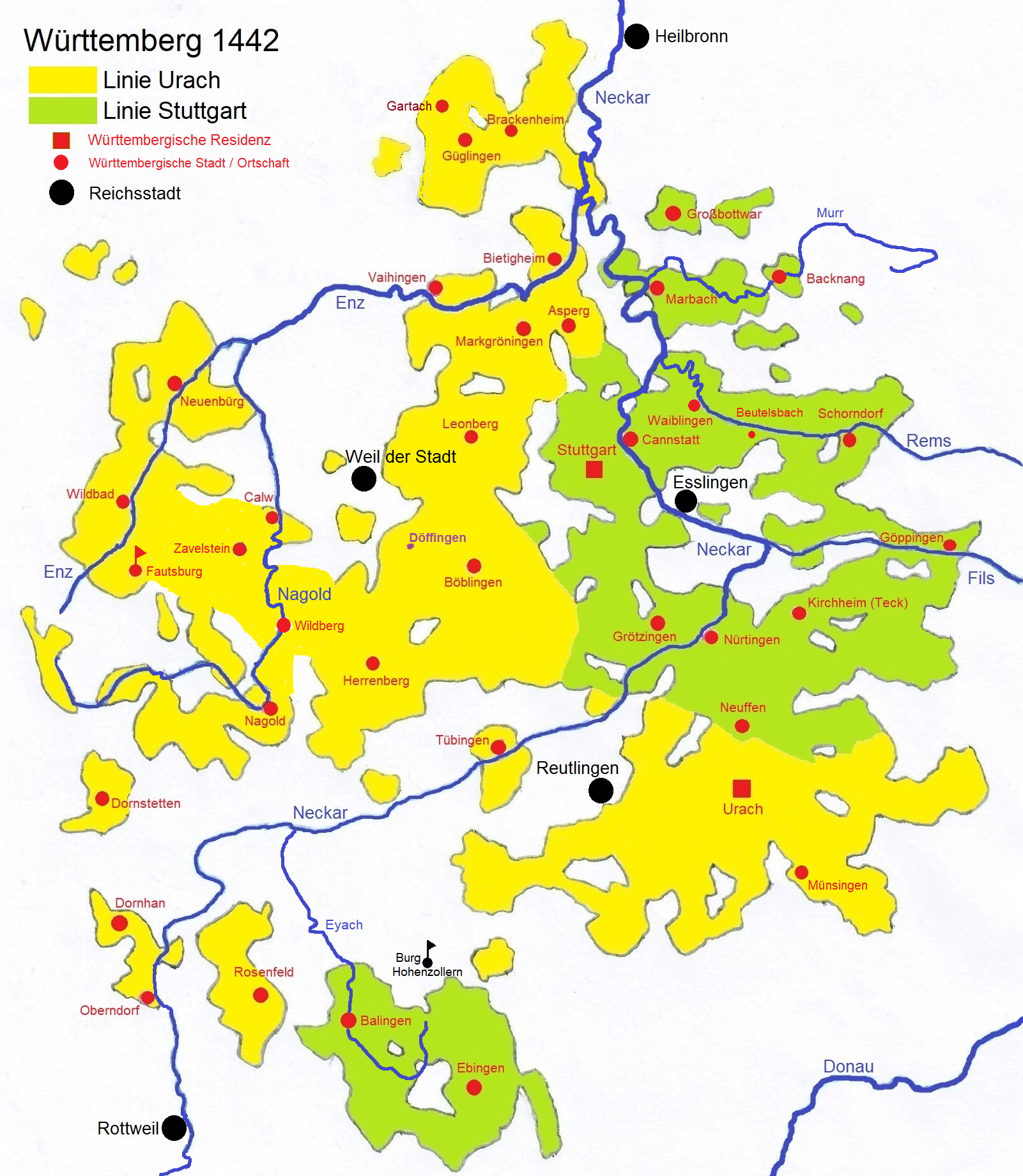
Podziła Wintembergoo w traktacie 1442 r.

Ulryk V Wirtemberski (ur. 1413, zm. 1 września 1480, Leonberg) – hrabia Wirtembergii, hrabia Wirtembergii-Stuttgartu.

## Życiorys
Był synem Eberharda IV i Henrietty Mömpelgard oraz bratem Ludwika I. W momencie śmierci ojca miał 6 lat, nie mógł więc samodzielnie rządzić. Do czasu, gdy on i jego brat osiągnęli pełnoletniość, rządziła w ich imieniu matka i 32-osobowa rada panów z Wirtembergii. W 1426 roku jego brat stał się pełnoletni, otrzymał tytuł hrabiego Wirtembergii i samodzielnie rządził. Ulryk dołączył do niego w 1433 roku.
23 kwietnia 1441 rok poślubił Małgorzatę z Kleve. Na mocy porozumienia z bratem 25 stycznia 1442 roku bracia podzielili się terenem Wirtembergii. Ulryk otrzymał Stuttgart i część północno-wschodnią.
Od 1444 roku wspierał Habsburgów. Brał udział w wojnie o Zurych po stronie cesarza Fryderyka III. W 1450 roku po śmierci brata chciał zostać gwarantem sukcesji jego małoletnich synów. W ten sposób naraził się na konflikt z Fryderykiem I z Palatynatu. W 1458 roku zburzył zamek w Widdern. To pogłębiło jego konflikt z Fryderykiem I. W Niemczech w tym czasie spierały się ze sobą dwa obozy. Pierwszy, do którego należał Ulryk V, skupił się wokół osoby cesarza Fryderyka III. Przeciwnikami jego byli zwolennicy jego brata Alberta VI Habsburga, do których należał Fryderyk I z Palatynatu. Wojna zakończyła się 30 czerwca 1462 roku zwycięstwem cesarza w bitwie pod Seckenheim.
W 1473 roku Ulryk i Eberhard V Wirtemberski podpisali umowę, na mocy której miało dojść do połączenia obu części Wirtembergii. Jednak porozumienie to weszło w życie dopiero w 1482 roku, gdy Eberhard VI zrezygnował z tytułu hrabiego Wirtembergii-Stuttgartu.

## Potomstwo
Ulryk był trzykrotnie żonaty. Pierwszą żoną była Małgorzata, córka księcia Kleve Adolfa II i Marii Burgundzkiej, z którą miał dwie córki:
- Katarzynę (1441–1497)
- Małgorzatę (1442–1479).

Drugą żona została Elżbieta Wittelsbach, córka księcia Bawarii Henryka Wittelsbacha i arcyksiężniczki Małgorzaty Habsburg, która dała mu pięcioro dzieci:
- Małgorzatę (1446–1479)
- Eberharda VI (1447–1504) – księcia Wirtembergii
- Henryka (1448–1519) – ojca księcia Wirtembergii Ulryka
- Ulryka (1449–młodo)
- Elżbietę (1450–1501).

W 1453 roku ożenił się z Małgorzatą Sabaudzką, córką antypapieża Feliksa V. Małgorzata wcześnie była żoną księcia Ludwika Andegaweńskiego i Ludwika IV, elektora Palatynatu. Ulryk i Małgorzata mieli troje dzieci:
- Małgorzatę (po 1453–1470)
- Filipinę (po 1453–1475)
- Helenę (po 1453–1506).

Ulryk miał wiele nieślubnych dzieci.